# Ochropleura musiva
Ochropleura musiva là một loài bướm đêm trong họ Noctuidae.